# Odlum Brown Vanopen 2022
Die Odlum Brown Vanopen 2022 waren ein Tennisturnier der ATP Challenger Tour 2022 für Herren und ein WTA Challenger-Tennisturnier der WTA Challenger Series 2022 für Damen in Vancouver. Sie fanden zeitgleich vom 15. bis 21. August 2022 statt.

## Damenturnier
→ Qualifikation: Odlum Brown Vanopen 2022/Damen/Qualifikation